# Jacob Nena
Jacob Nena (Lelu, Kosrae, Estados Federados de Micronesia, 10 de octubre de 1941-Sacramento, California, 7 de julio de 2022) fue un político de Micronesia, que fue el cuarto presidente del país entre el 8 de noviembre de 1996 (hasta el 8 de mayo de 1997 como interino) y el 11 de mayo de 1999.

## Carrera política
También fue vicepresidente del país durante el gobierno de Bailey Olter; pero luego que Olter sufra un ataque cardíaco en julio de 1996, Nena tomó activamente la presidencia el 8 de noviembre de dicho año y fue nombrado como tal el 8 de mayo de 1997, sirviendo los dos años del término del gobierno de Olter.
Antes de ejercer dichos cargos, Nena fue gobernador de Kosrae de 1979 a 1983.